# شاه رکن‌الدین
شاه رکن الدین با احتساب نسب و اعقاب به موسی بن جعفر می‌رسد و ظاهراً از اولاد حمزه بن موسی می‌باشد. از او با لقب بابا هم یاد می‌شود.

## نام و نشان
گویند که نام او سید علی بوده‌است. گروه بزرگ و مهمی از سادات دزفول منتسب به وی می‌باشند که به آنان سادات شاهرکنی می‌گویند کما اینکه بسیاری از آنان نام وی را بر نام خانوادگی خویش برگزیده‌اند. وی به این دیار هجرت کرده و در همان‌جا درگذشته‌است.

## کسب و کار
گویند وی به شغل زرگری مشغول بوده و از این راه امرار معاش می‌نموده‌است. کرامات زیادی هم از او نقل شده‌است.

## مقبره
این مقبره در دزفول محله شاه رکن الدین در خیابان طالقانی کوچه شهید دیانتی کنار حمام شاه رکن الدین واقع شده‌است، گنبد این مقبره، نیلگون و مخروطی شکل با چهارده ضلع می‌باشد. در بالای درب جنوبی آن پلکان، خواجه‌نشین و طاق نمایی وجود دارد که بر بالای آن دو گلدسته بنا گردیده‌است. این مجموعه شامل آرامگاه، مسجد، مدرسه و حمام است و همچنین آورده شده‌است که ساختمان گلدسته‌ها در دوره قاجاریه ساخته شده و بنای بقعه و گنبد مربوط هم به دورهٔ تیموریان در زمان سلطنت شاهرخ میرزا فرزند امیر تیمور نسبت داده می‌شود.